# Fenuahala juno
Fenuahala juno är en insektsart som beskrevs av William Lucas Distant 1907. Fenuahala juno ingår i släktet Fenuahala och familjen Derbidae. Inga underarter finns listade i Catalogue of Life.